# Wolost Liudvinavas
Die Wolost Liudvinavas war eine  administrative-territoriale Einheit im Gebiet des heutigen Südwestlitauens (Suvalkija), im heutigen Bezirk Marijampolė, Litauen. Das Zentrum der Wolost war das Städtchen Liudvinavas. 

## Geschichte
Die Wolost wurde im 18. Jahrhundert gegründet. Sie gehörte dem Großfürstentum Litauen in der Republik Beider Nationen. Am 31. Mai 1870 wurde der Ort Liudvinavas der Wolost hinzugefügt, der seine Stadtrechte verlor, und mehrere Dörfer wurden in der Jonų-Wolost, der Wolost Raudenis und der Wolost Krosna zugeordnet. Von 1867 bis 1915 gehörte die Wolost Liudvinavas dem Bezirk Kalvarija im zaristischen Russland.
Die Wolost bestand in Litauen nach der Wiederherstellung der Unabhängigkeit, und 1931 wurden mehrere Dörfer dem Bezirk Marijampolė zugeordnet. 1932 gab es 7185 Einwohner. Die Wolost wurde am 20. Juni 1950 aufgelöst. Ihr Gebiet wurde auf das Rajon Marijampolė (mit 10 Umkreisen) in Sowjetlitauen übertragen.

## Demografie
1888 gab es 		6.111 Einwohner.
Im Jahr 1923 gab es 3546 Einwohner, davon  3132 Litauer (88,3 %), 309 Deutsche (8,7 %), 85 Juden (2,39 %); 20 andere (0,56 %).